# الغرف (حضرموت)
الغرف هي إحدى قرى الجمهورية اليمنية. وهي تتبع جغرافيًا لمحافظة حضرموت. وإداريًا لمديرية تريم. يبلغ تعداد سكانها 2979 نسمة حسب الإحصاء الذي جرى عام 2004.